# 부템보

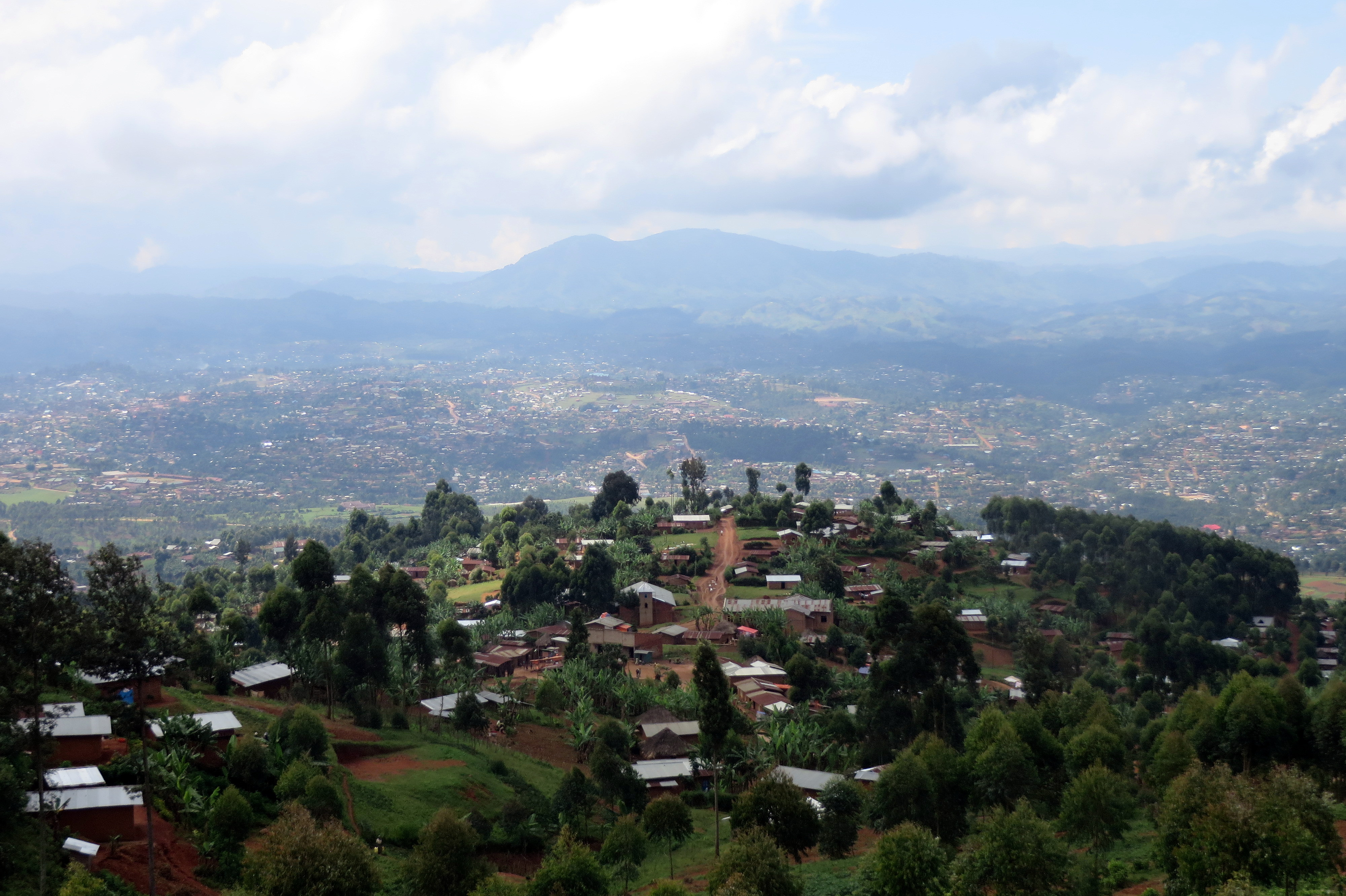

부템보(Butembo)는 콩고 민주 공화국 북동부, 루웬조리산 및 비룽가 국립공원 서쪽의 북키부주에 있는 도시이다. 이 도시는 대형 시장, 성당, 여러 대형 병원, 공항이 있는 중요한 상업 중심지이다. 이 나라 동부에서 가장 부유한 사업가들이 살고 있는 도시이다. 이 도시는 차와 커피 재배로 유명한 지역에 위치하고 있다. 2024년 기준으로 추정 인구는 154,621명이다.